# Warren Worthington III
Warren Kenneth Worthington III és un superheroi que apareix als còmics nord-americans publicats per Marvel Comics. Creat per l'editor/escriptor Stan Lee i l'escriptor/artista Jack Kirby, el personatge va aparèixer per primera vegada a The X-Men núm. 1 (setembre de 1963). Warren és un membre fundador dels X-Men, amb el sobrenom d'Angel (Àngel). Històries posteriors revelarien que abans d'unir-se a l'equip, havia actuat com a vigilant sota el sobrenom d'Avenging Angel (Àngel Venjador).
Warren és un mutant, una espècie evolucionada d'humans que neixen amb habilitats sobrehumanes. El personatge originalment posseeix un parell d'ales grans amb plomes que s'estenen des de l'esquena, que li permeten volar. És l'hereu de la fortuna de la família Worthington, i aquest rerefons privilegiat fa que Warren sigui estereotipat com a egocèntric i incapaç de fer front a les dificultats durant els seus primers anys amb els X-Men. Aquesta personalitat es va substituir finalment per una personalitat més introspectiva i inquietant a finals dels anys vuitanta, quan el personatge va ser canviat pel personatge més fosc de l'Archangel (arcàngel). Mentre que les ales de Warren eren originalment plomades, la seva transició a Archangel va donar lloc a ales metàl·liques i nous poders.
Com un dels X-Men originals, Warren ha tingut una presència freqüent en còmics relacionats amb els X-Men al llarg dels anys i també va aparèixer ocasionalment a sèries animades i videojocs dels X-Men. Ben Foster va interpretar el paper de Warren a la pel·lícula X-Men: La decisió final 2006 i Ben Hardy va interpretar una versió més jove a la pel·lícula del 2016 X-Men: Apocalypse.

## Història de la publicació
El personatge va ser creat per l'editor/escriptor Stan Lee i l'autor complet Jack Kirby i va aparèixer per primera vegada a X-Men núm. 1 publicat el 2 de juliol de 1963 (amb data de portada de setembre de 1963) com Angel. Els autors originals van fer que Angel fos ric i presumptuós, així com un humà alat per convertir-lo en el primer personatge de Marvel amb ales. Va aparèixer com a personatge habitual en aquest títol fins que es va cancel·lar amb el número 66. El títol es va reviure poc després, reimprimint números anteriors del número 67 al número 93. El 1970 i el 1971, es va publicar un serial en solitari d'Angel de tres parts a Ka-Zar núm. 2 i 3 i Marvel Tales núm. 30.
Angel va aparèixer a la renovació dels X-Men de Len Wein i Dave Cockrum l'any 1975 amb la introducció dels "All-New, All-Different X-Men" (Giant-Size X-Men núm. 1 amb data de portada maig de 1975), però va deixar la sèrie a X-Men núm. 94. Angel i el seu company X-Man Iceman van passar a una nova sèrie anomenada The Champions, que es va desenvolupar entre 1975 i 1978. El creador de la sèrie Tony Isabella havia volgut fer una sèrie sobre l'Angel i Iceman viatjant junts per l'autopista, en la línia de la sèrie de televisió Route 66, però els editors li van encarregar que en fes un llibre d'equip complet.
Àngel va tornar als X-Men breument a The X-Men núm. 134, tornant oficialment a l'equip al número 138 abans de marxar una vegada més al número 148. Després, el personatge, juntament amb els seus companys fundadors de X-Men Beast i Iceman, es van unir al repartiment de The Defenders, com a part d'una "renovació" de curta durada del títol, en què la sèrie va passar a anomenar-se The New Defenders. Angel es quedaria amb el títol, com a líder del grup, durant els últims tres anys de publicació de la sèrie (1983-1986), que va ser cancel·lada el 1986 per alliberar Angel i els seus companys X-Men per protagonitzar X-Factor, que es va estrenar al febrer. Angel va romandre en aquesta sèrie fins al núm. 70, que va ser l'últim número abans que el llibre es renovés amb una formació totalment nova. Durant X-Factor núm. 16–24, es presumeix que el personatge ha mort després de perdre les ales i, aparentment, s'ha suïcidat en un avió estrellat. Angel es va renovar dràsticament com a personatge, amb un vestit nou, pell blava i ales metàl·liques que podien disparar fulles. Va aparèixer per primera vegada com a Archangel a X-Factor núm. 24 (gener de 1988). Segons l'escriptora de X-Factor Louise Simonson i el dibuixant Walt Simonson, la renovació de l'Arcàngel va estar motivada en part pel seu sentiment que Angel era una Mary Sue (ser ric, guapo i adorat per les dones), i en part pel fet que, a causa de la millora de les habilitats dels superherois, Angel tenia poca potència en comparació amb altres personatges de l'Univers Marvel.
Angel es va afegir al repartiment del títol Uncanny X-Men i va aparèixer en aquesta sèrie i la seva sèrie acompanyant X-Men durant la major part de la dècada de 1990. El 1996, Marvel també va publicar una història única anomenada simplement Archangel, que va ser escrita per Peter Milligan. També va aparèixer al costat de Psylocke en una sèrie limitada anomenada Psylocke & Archangel: Crimson Dawn (agost de 1997 - novembre de 1997, 4 números). De 1999 a 2001, Angel també va aparèixer a la sèrie X-Men: The Hidden Years, que es va ambientar als anys perduts (els anys en què The X-Men publicava reedicions després del núm. 66 i abans del Giant-Size X-Men núm. 1) dels X-Men originals.
Sota l'escritura de Joe Casey (2001–2002) i Chuck Austen (2002–2004), Angel es va convertir en líder de l'equip X-Men que apareixia a les pàgines d' Uncanny X-Men. Després que Chris Claremont va substituir Austen en aquest títol, el personatge va desaparèixer durant diversos mesos abans de reaparèixer a les pàgines d'una altra sèrie escrita per Claremont, Excalibur (vol. 3 2004). Va continuar com a estrella convidada al títol Incredible Hulk durant els esdeveniments de World War Hulk (2007) i després va tornar a Uncanny X-Men (2008-2011) mentre apareixia simultàniament a X-Force (vol. 3) (2008-2010), on el personatge va recuperar les seves ales metàl·liques i va tornar a assumir el nom en clau d'Archangel, i posteriorment a Uncanny X-Force (2010-2011), en què la seva ment i personalitat van ser esborrades.
Després que la seva personalitat fos esborrada, va aparèixer en un paper secundari com un dels estudiants de la Jean Grey School a Wolverine and the X-Men (2011-2013). Més tard es va unir a l'equip dels X-Men més militant de Magneto a Uncanny X-Men (2016-2017) i a una força d'atac internacional a Astonishing X-Men (2017-2018) després que la seva memòria fos restaurada. Al mateix temps, es va portar al present una versió desplaçada en el temps del jo més jove d'Angel i va protagonitzar All-New X-Men (2012-2017) i X-Men Blue (2017-2018), abans de tornar al seu període correcte de temps a la minisèrie Extermination (2018).
Angel va aparèixer a House of X and Powers of X (2019), que detallava el naixement de l'era de Krakoa. Va ser nomenat CXO de la nova X-Corp de Krakoa i va aparèixer a la mini-sèrie Empyre: X-Men (2020), X-Corp (2021) i Dark X-Men (2023). Quan l'era Krakoa va arribar a la seva fi, va ser el focus del número del 50è aniversari de Giant-Size X-Men (2024) i va aparèixer a la mini-sèrie X-Men: Heir of Apocalypse (2024).

## Biografia del personatge de ficció

### Angel
Warren Worthington III va néixer a Centerport, Nova York, fill de Kathryn Worthington i Warren Worthington II i net de Warren Worthington. Va assistir a la Phillips Exeter Academy en la seva adolescència quan les seves ales emplomades van començar a créixer dels seus omòplats. Al principi, Warren es va sentir com un monstre i una aberració, però aviat es va adonar que pot utilitzar les seves ales per volar i ajudar la gent. Quan hi va haver un incendi al seu dormitori, va agafar en préstec alguns accessoris del departament de teatre de l'escola, es va disfressar d'àngel celestial i va rescatar els seus amics. Aviat es va assabentar que de fet era un mutant. Es va posar una màscara i una disfressa, es va fer anomenar Avenging Angel per convertir-se en un aventurer en solitari, abans de ser reclutat pel professor Charles Xavier per als X-Men.
L'estatus de Warren com a playboy ric, a més de ser un individu obert a qui li molesta que se li digui què fer, és objecte de molta tensió dins dels X-Men. En particular, Warren està enamorat de Jean Grey, que està enamorada de Scott Summers, tot i que finalment deixa de banda el seu amor per Jean, acceptant el fet que Jean estima a Scott. Angel encara té un amor no correspost per Jean encara que comença a sortir amb Candy Southern.
Mentre perseguia Sauron a la Savage Land (Terra Salvatge), Angel va ser atacat per pteranodons i hauria mort si no fos pel "Creador", que no era altre que Magneto. Magneto proporciona el tractament mèdic necessari per reviure l'Angel i li proporciona un nou vestit blau i blanc. Desconegut per l'Angel, la disfressa també té un dispositiu instal·lat que permet a Magneto agafar el control sobre l'Angel, cosa que fa mesos després quan fa un atac als X-Men.
Poc després, Angel es revela públicament com un mutant després de descobrir que el seu oncle Burt Worthington (que es diu Dazzler, de cap manera està relacionat amb Alison Blaire, una posterior heroïna mutant i un breu interès amorós per a Warren en la sèrie de còmics d'ella d'aquest nom), no només va assassinar el seu pare, Warren Worthington II, sinó que també va enverinar la seva mare per assegurar-se l'herència de la fortuna dels Worthington.
Quan els X-Men originals van ser capturats per l'illa mutant Krakoa, el professor X va crear un nou equip d'X-Men per rescatar-los. Quan aquest nou equip decideix quedar-se com a X-Men, Angel i la resta de l'equip original, amb l'excepció de Cíclope, van marxar. Ell i Iceman van anar a Los Angeles, on van fundar els Champions amb Hercules, la Viuda Negra i Ghost Rider. Després de l'aparent mort de Jean Gray i el posterior exili de Cyclops de l'equip, Warren es va reincorporar als X-Men. Durant aquest temps, Angel persegueix sense èxit l'estrella del pop Alison Blaire, també coneguda com Dazzler. Se sent cada cop més pertorbat pel comportament i les accions de Wolverine, i deixa l'equip en protesta.
Va ser segrestat per la líder Morlock Callisto, que pretenia obligar a Angel a ser el seu amant. Storm, Nightcrawler, Colossus i Sprite van arribar a temps per evitar que Callisto li tallés les ales d'Angel (creient que sense ells, no podria fugir d'ella). Storm va lluitar i derrotar Callisto pel dret a ser el líder dels Morlocks, alliberant efectivament l'Angel en el procés.
Poc després, Angel es va unir als Defenders, juntament amb Beast, Iceman i la seva xicota Candy Southern. Utilitzant la casa d'Angel a Nou Mèxic com a base, el grup va tenir diverses aventures abans que la majoria del grup mori alliberant la seva companya d'equip Moondragon de la possessió demoníaca.
Àngel es va plantejar retirar-se després de l'enfonsament dels Defenders, però el descobriment que Jean Grey seguia viva li va fer canviar d'opinió. Jean Grey estava furiosa per l'augment de la histèria antimutant en els dos anys que havia estat desapareguda, i es va oposar a la decisió dels X-Men d'alinear-se amb el seu antic enemic Magneto. Per apaivagar el desig d'acció de Jean, Warren va organitzar X-Factor. Ell va reclutar el seu vell amic de l'escola preparatòria Cameron Hodge per dirigir l'equip, sense saber que Cameron odia els mutants, especialment Warren. Com que en aquell moment en Ciclop estava casat amb Madelyne Pryor i va reaccionar fredament al retorn de Jean, l'Angel va aprofitar la necessitat de suport emocional de Jean i va expressar el seu amor per ella. Això va destruir la relació de Warren amb Candy Southern.

### Archangel
La formació d'X-Factor va començar un període de trastorns a la vida de Warren. Cameron Hodge va abusar de la confiança de Warren i va retratar a X-Factor com a "caçadors de mutants" de lloguer, alimentant encara més el sentiment antimutant. Un altercat amb la Brotherhood of Mutants va permetre a Mystique descobrir la relació entre els "caçadors de mutants" i els antics X-Men; ella va exposar a Warren com a patrocinador financer de X-Factor, causant un malson de relacions públiques. Les ales de Warren van ser mutilades durant la "Mutants Massacre" pel Marauder, Harpoon. Quan les ales desenvolupen gangrena, Cameron Hodge viola els desitjos de l'Angel i va que li amputin les ales mutilades. Desanimat per la pèrdua, Warren s'escapa de l'hospital i s'apodera del seu jet privat. Explota a l'aire mentre la resta de X-Factor mira impotent des de baix. Finalment es revela que Hodge va sabotejar l'avió de Warren per acabar amb la seva nèmesi, en un aparent suïcidi.
Uns segons abans de l'explosió, Warren va ser extret pel mutant Apocalypse. Apocalypse es va oferir a restaurar les ales d'Angel si ell el servia com un dels seus quatre genets. L'Apocalypse va sotmetre Angel a grans alteracions genètiques, donant-li pell blava i ales de metall orgànic que podien tallar gairebé qualsevol cosa. Les ales poden disparar les plomes metàl·liques com a projectils. Apocalypse va donar a Worthington el títol de Death (Mort). Va fer de Worthington el líder dels seus genets després que Worthington hagués vençut als altres en una baralla, i li va donar una droga que eliminava les seves reserves per seguir els foscos plans d'Apocalypse. Death és revelat a X-Factor durant la seva segona trobada amb els genets, i Warren explota sàdicament les debilitats dels seus amics per derrotar-los en combat. Durant un atac posterior a Manhattan, Iceman va simular la seva pròpia mort a mans de Warren, amb l'esperança que el xoc de matar un amic el permetés alliberar-se de la influència de la droga d'Apocalypse. Encara que va ser alliberat, Warren es va negar a tornar a X-Factor, sentint que havia canviat massa psicològicament per ser un heroi.
Ell va buscar Candy Southern, però descobreix que estava desapareguda. Warren va descobrir que Candy havia estat lobotomitzada per protegir els secrets de Cameron Hodge, inclòs l'establiment de la milícia antimutant "The Right" amb fons malversats de Worthington. En l'enfrontament que segueix, Hodge va assassinar Candy davant de Warren i Warren va decapitar Hodge. Canviant el seu nom en clau de "Death" a "Dark Angel", més tard es va reincorporar a X-Factor i va prendre el nom en clau "Archangel" durant els esdeveniments d'"Inferno".
Warren va conèixer i es va relacionar sentimentalment amb Charlotte Jones, una oficial de policia de la ciutat de Nova York i mare soltera. Amb l'ajuda de Charlotte X-Factor allibera en Warren dels Ravens, un culte de vampirs psíquics gairebé immortals. És durant aquesta batalla quan la supervivència de Warren es fa pública, el que li permet recuperar el control sobre les propietats empresarials restants de la seva família i la seva fortuna personal. Els membres de X-Factor es van reincorpora als X-Men després de la derrota del Shadow King (Rei Ombra) a l'illa de Muir.

### Angel de nou
Després d'unir-se als X-Men, el comportament inquietant de l'Archangel va disminuir, després que Jean reveli a Warren que les seves ales (que Warren creia que tenen una ment pròpia) en realitat havien estat operant amb els desitjos inconscients de violència de Warren. Això, combinat amb la decapitació accidental per part de Warren de Kamikaze,, membre del Mutant Liberation Front (Front d'Alliberament Mutant) va fer que Warren intentés rebutjar el núvol fosc que havia penjat sobre el seu cap des que va guanyar les seves noves ales. La seva relació amb Charlotte Jones es va acabar quan Warren comença a sortir amb Psylocke, membre dels X-Men. En un intent de deixar enrere els seus dies foscos, Warren retira el seu uniforme de "Death" recuperant el vestit blau/blanc que Magneto li havia fet.
Després que Psylocke sigui destripada pel presoner dels X-Men Sabretooth (Dents de Sabre) durant un intent d'escapada, Warren i els X-Men el localitzen i el capturen, però no abans que pugui danyar greument les ales metàl·liques de Warren. Amb el temps, el dany a les seves ales s'estén. Finalment, les ales metàl·liques es trenquen completament, revelant que les seves ales emplomades han tornat a créixer dins d'elles i les han trencat per dins. Això segueix la visita d'Ozymandias, que li diu que és realment un dels escollits d'Apocalypse. Recuperant els seus poders d'Angel originals, Warren encara conserva el seu color de pell blava.
Quan Rogue deixa els X-Men per unir-se al grup escindit de Storm (X-Treme X-Men), Angel és ascendit a cap de l'equip de camp dels X-Men. L'esquadra de l'Àngel lluita contra el grup anti-mutant Church of Humanity i Mystique i la seva nova encarnació de la Brotherhood of Evil Mutants. Angel també s'embolica en un triangle amorós amb la nova membre dels X-Men Paige Guthrie i la prostituta mutant Stacy X. A més, durant una batalla amb Black Tom Cassidy, la regressió d'Angel al seu estat anterior a la "Mort" es completa quan torna al seu color de pell caucàsic normal quan Cassidy (ara convertida en un vampir de tipus vegetal) intenta drenar la vida d'Angel. Els seus poders curatius també es manifesten de nou, en forma de revelació que la sang de l'Àngel té propietats curatives miraculoses.

### Retorn d'Archangel

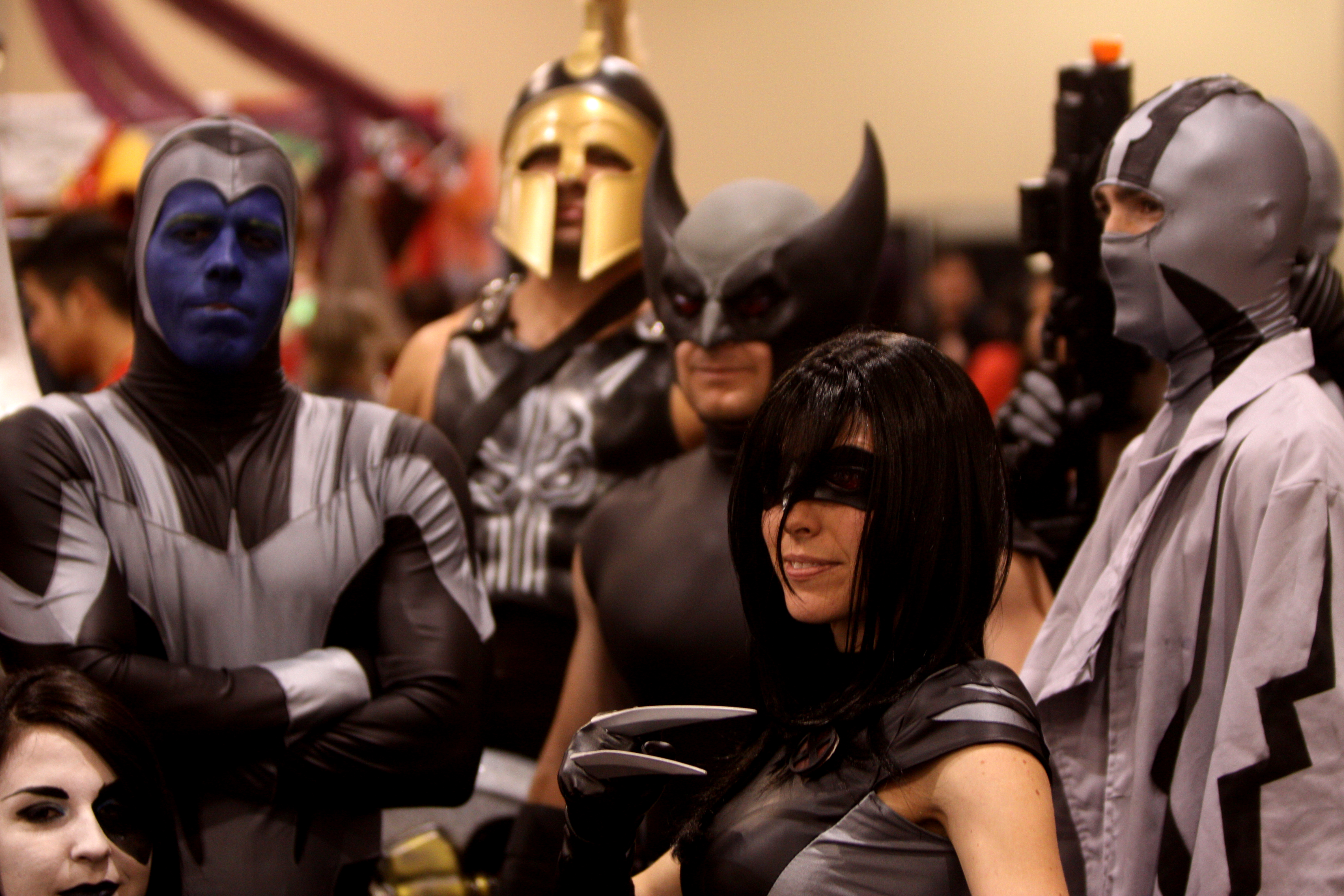
Cosplayers de X-Force, amb Archangel a l'esquerra (Ares, al fons, no ha format part del grup).

A X-Force vol. 3 #4, Warren és brutalment atacat per una Wolfsbane controlada mentalment. Durant l'atac, Wolfsbane arrenca salvatgement les ales de plomes d'en Warren de l'esquena i fuig, emportant-se les ales amb ella. Elixir revela que les ales de Warren, tot i semblar totalment orgàniques, en realitat encara són construccions tecno-orgàniques que no és capaç de regenerar. Wolfsbane més tard els lliura als Purifiers (Purificadors), que busquen l'Apocalypse Strain, els tecno-orgànics que formen les ales de Warren. Els Purifiers utilitzen l'Apocalypse Strain per modificar un exèrcit d'agents Purifiers, donant-los les mateixes ales metàl·liques que una vegada va tenir l'Archangel. Mentrestant, tot i que n'Elixir és capaç de curar totes les ferides d'en Warren, no pot tornar a fer créixer les seves ales a causa de la interferència de l'Apocalypse Strain. Més endavant a la història, Warren es veu atrapat per una sèrie de convulsions insoportables que no només regeneren misteriosament les seves ales tecno-orgàniques, sinó que també el transformen de nou en la versió d'Apocalypse de Death/Archangel, completada amb la pell blava i una versió tecno-orgànica del seu uniforme.
X-Force ataca l'Arcàngel, que finalment demana alleujament del dolor de perdre les ales i transformar-se en Archangel. L'Archangel s'escapa, per venjar-se dels Purificadors, i a la seva seu ell mata la majoria d'ells embogit. Un cop acabada la batalla, torna a la seva aparença caucàsica normal amb ales de plomes. Li comenta a Wolverine que encara pot sentir les ales metàl·liques dins seu, i que volen tornar a sortir. Segons Elixir, la transformació d'en Warren és permanent, la qual cosa implica que és totalment capaç de transformar-se de nou en Arcàngel en qualsevol moment.
A la "Dark Angel Saga", el personatge "Arcàngel" de Warren, que va ser creat en secret quan va ser transformat per primera vegada per Apocalypse en el seu cavaller de la mort, finalment s'ha apoderat de la seva ment i planeja ser l'hereu d'Apocalypse, portant Ozymandias, Dark Beast, the Final Horsemen, Autumn Rolfson i el seu fill Genocide com el seu exèrcit per destruir la humanitat. Al final de l'arc de la història, la Betsy clava Archangel al pit la Llavor de Vida Celestial, aparentment matant-lo. Després de l'explosió de la ciutadella d'Apocalypse, Warren és vist pels membres de X-Force caminant per la neu. Psylocke, sorprès perquè estigui viu i aparentment lliure de l'Apocalypse, corre i l'abraça. Aquest Warren revela que no tenia ni idea de qui és Psylocke i sembla que té amnèsia. Warren torna a tenir la seva pell blanca normal, però sembla que ha conservat les seves ales metàl·liques.
Després de la saga Dark Angel, es revela que Warren havia mort i la seva ànima va marxar cap al més enllà, amb el seu cos celeste mutat que ara allotja una personalitat totalment nova amb la seva pròpia ànima. Va perdre el lideratge de Worthington Industries i es va convertir en estudiant de la nova escola de mutants de Wolverine. Tot i que la nova entitat, que ha optat per conservar el mateix nom de Warren Worthington III i el nom en clau d'"Angel", està fent esforços per integrar-se, és evident que no té cap record dels amics i coneguts de Warren Worthington original, com demostren les seves converses amb Iceman i com va rebutjar l'antic amant Psylocke.
Com a part de l'esdeveniment All-New, All-Different Marvel, Angel torna misteriosament d'alguna manera a la seva forma d'Archangel de pell blava anterior a LifeSeed, i apareix com a membre dels nous Uncanny X-Men de Magneto per protegir els mutants a tota costa. La seva ment també havia canviat, convertint-se en res més que un depredador silenciós i sense sentit controlat per Psylocke. Sota la seva corretja psíquica, l'Archangel es va convertir en una gran pes pesat als X-Men de Magneto.

## Recepció
Shawn S. Lealos de Screen Rant va classificar Warren en el primer lloc a la seva llista "X-Men: 10 Most Powerful Horsemen Of Apocalypse" (10 Genets d'Apocalypse més poderosos), mentre que Lukkas Shayo l'incloïa als seus "10 iconic New York City-Based Marvel Superheroes We Haven't Seen In the MCU" (10 superherois Marvel establerts a Nova York que no hem vist al MCU). Hilary Goldstein i Richard George d'IGN van classificar Warren en l'11è lloc a la seva llista "Top 25 X-Men". Darren Franich d'Entertainment Weekly va classificar Warren en el lloc 40 a la seva llista de tots els X-Men, mentre que ComicsAlliance va classificar Warren al 75è lloc de la seva llista "100 Greatest X-Men of All Time". CBR.com va classificar Warren 4t a la seva llista "X-Men: The 5 Deadliest Members Of The Hellfire Club (& The 5 Weakest)", 6è a la seva llista "X-Force: 20 Powerful Members", 9è a la seva llista "10 Most Terrifying X-Men", i 10è a la seva llista "10 Greatest X-Men, Ranked By Courage".

## En altres mitjans

### Televisió
- Warren Worthington III com Angel apareix al segment "The Sub-Mariner" de The Marvel Super Heroes. En Aquesta versió és membre dels Aliats per la Pau.
- Warren Worthington III com Angel apareix a Spider-Man and His Amazing Friends, amb la veu original de William Callaway.[66]
- Warren Worthington III com àngel i arcàngel apareix a La Patrulla X, amb la veu original de Stephen Ouimette.[67] En aquesta versió no està afiliat als X-Men. Va a veure un científic que afirma ser capaç de curar mutacions genètiques, però s'adona massa tard que era Mystique qui li va rentar el cervell perquè es convertís en el Horsemen Death d'Apocalypse . Sota el control d'Apocalypse, Worthington lluita contra els X-Men abans que Rogue absorbeixi el seu costat fosc. Després, Worthington inicia una recerca per venjar-se d'Apocalypse, amb Rogue unint-se a ell amb l'esperança de dissuadir-lo. En el camí, Worthington s'assabenta que s'unirà als X-Men en el futur.
- Warren Worthington III com Angel apareix a X-Men: Evolution, amb la veu original de Mark Hildreth.[66] En aquesta versió és un jove multimilionari que es va posar un vestit i una màscara per realitzar actes heroics a la ciutat de Nova York fins que les seves accions criden l'atenció de Magneto. Worthington s'unirà més tard als X-Men i ajudarà en la seva lluita contra Apocalypse.
- Warren Worthington III com Angel i Archangel apareix a Wolverine and the X-Men, amb la veu de Liam O'Brien.[66] En aquesta versió és inicialment membre dels X-Men fins que un fracàs amb el seu pare va provocar danys a les seves ales, obligant a Worthington a buscar Mister Sinister que el converteix i el recluta en els Marauders.
- Warren Worthington III com a Archangel apareix a l'episodi "Destiny - Bond" de Marvel Anime: X-Men.

### Cinema
- Warren Worthington III com Angel apareixia en un primer esborrany de X-Men, però no va passar de la preproducció.[68]
- Warren Worthington III apareixia com a Archangel a X2 com un dels experiments de William Stryker, però va ser eliminat de la pel·lícula.[69] Malgrat això, una imatge de raigs X que el mostra apareix en un dels laboratoris d'Stryker.
- Warren Worthington III com Angel apareix a X-Men: La decisió final, interpretat per Ben Foster com un jove adult i Cayden Boyd quan era nen. En aquesta versió és un jove d'uns vint anys i fill d'un industrial que es va motivar per la mutació del seu fill, que es va manifestar en la seva primera adolescència, per crear una "cura mutant".
- Un lloc web de màrqueting viral per a X-Men: Days of Future Past revela que Warren Worthington III / Angel va ser assassinat el 2011 pels Sentinels durant una marxa de protesta mutant contra el programa Sentinel.[70]
- Warren Worthington III com àngel i arcàngel apareix a X-Men: Apocalypse, interpretat per Ben Hardy.[71] Les ales d'aquesta versió posseeixen urpes afilades i calamarsa de la dècada de 1980. Inicialment treballa com a lluitador en gàbia abans de ser ferit per Nightcrawler, transformat en Archangel per Apocalypse i reclutat en els Horsemen d'aquest últim.[72] En la seva nova forma, Worthington lluita contra Nightcrawler una vegada més fins que el primer queda inconscient per un avió que s'estavella i més tard l'Apocalypse l'abandona pel seu fracàs.

### Videojocs
- Warren Worthington III apareix en un gran nombre de videojocs, incloent X-Men vs. Street Fighter,[73] X-Men Legends II: Rise of Apocalypse,[67] Marvel Super Hero Squad Online,[67] Marvel: Avengers Alliance,[74] Lego Marvel Super Heroes,[75] Marvel Contest of Champions,[76] Marvel Future Fight,[77] Marvel Puzzle Quest,[78] Marvel Super War[79] i Marvel Snap.[80]

### Llibres
- Warren Worthington III com a Archangel apareix al crossover al llibre de Star Trek Planet X.
- Warren Worthington III com a Archangel apareix a la trilogia de l' Mutant Empire.
- Warren Worthington III apareix a la història de The Ultimate X-Men "On The Air", de Glenn Hauman.
- Warren Worthington III com Angel apareix a la novel·lització de X-Men: The Last Stand.